# Rússia al Festival de la Cançó d'Eurovisió 2012
| Edició                   | 2012                            |
| Televisio(ns) implicades | RTR                             |
| Nom de la preselecció    | Drochim                         |
| Dates                    | 26 de febrer de 2012.           |
| Format                   | Festival obert: una única gala. |
| Presentadors             | Per determinar.                 |
| Nombre de participants   | 25                              |

La televisió pública russa RTR pren el relleu a l'altre ens públic rus, C1R, i torna a organitzar una preselecció oberta d'una única gala, com ja va fer el 2010.
Qualsevol artista o compositor pot enviar les seves propostes a la RTR a partir del 28 de desembre de 2011 fins al mes de febrer de 2012. Posteriorment, un jurat de la RTR triarà els 25 artistes que passaran a la final televisada, que tindrà lloc el 26 de febrer de 2012.